# Marina Sisoyeva
Marina Sisoyeva (auch Sisoeva; * 30. Mai 1993 in Ferghana) ist eine usbekische Gewichtheberin.

## Karriere
Sisoyeva erreichte bei den Asienmeisterschaften 2011 den vierten Platz in der Klasse bis 48 kg. 2012 gewann sie bei den Asienmeisterschaften die Silbermedaille im Zweikampf und Bronze im Stoßen. Im selben Jahr nahm sie an den Olympischen Spielen London teil, hatte aber keinen gültigen Versuch. Danach wechselte sie in die Klasse bis 53 kg. Bei den Asienmeisterschaften 2013 gewann sie Bronze im Zweikampf und im Stoßen. Bei den Weltmeisterschaften im selben Jahr wurde sie Siebte. 2014 erreichte sie bei den Asienspielen den vierten Platz. Bei den Weltmeisterschaften 2014 wurde sie bei der Dopingkontrolle positiv auf Clenbuterol getestet und für zehn Monate gesperrt.